# Alarmnummer
Et alarmnummer er et telefonnummer til ambulance, brand og politi eller andre nødsituationer. Det går typisk til en alarmcentral.
I Danmark er alarmnummeret 112.
112 gælder også i de fleste europæiske lande.

## Oplysninger ved brug for hjælp
Ved kontakt med alarmcentralen bør man have følgende oplysninger klar:
- Hvad man har brug for (ambulance/politi/brandvæsen)
- Hvad der er sket
- Adresse eller sted
- Hvor mange tilskadekomne
- Nummeret der ringes fra (hvis alarmcentralen ikke allerede kan se det)

## Historie
112 blev indført efter en EU-anbefaling om fælleseuropæisk alarmnummer i 1991, som blev gældende i Danmark fra 1. maj 1992. Indtil da var det danske alarmnummer 000, som formentlig var valgt fordi det var vanskeligt at dreje ved en fejl på drejeskivetelefon.

## Mobiltelefoner
GSM-standarden inkluderer 112 som nødnummer. I lande hvor 112 ikke er standard-alarmnummeret vil mobiltelefoner generelt blive omstillet til den lokale alarmcentral, hvis en sådan findes.
På de fleste mobiltelefoner kan man ringe 112 selvom der ikke er simkort i telefonen. Der kan også opnås forbindelse til alarmcentralen ved at taste 112 i stedet for pinkoden eller mens tastaturet er låst.
I udlandet kan man fra mobiltelefoner ringe 112 i stedet for et evt. lokalt alarmnummer. Visse GSM-netværk accepterer dog ikke alarmopkald fra telefoner uden simkort eller med simkort uden taletid. Latinamerikanske netværk tillader typisk ikke 112-opkald uden simkort.

## Nationale alarmnumre

### Afrika
| Land      | Politi                 | Ambulance     | Brand         | Noter                                                  |
| --------- | ---------------------- | ------------- | ------------- | ------------------------------------------------------ |
| Djibouti  | 17                     |               | 18            |                                                        |
| Etiopien  | 939                    | 939           | 939           |                                                        |
| Ghana     | 191 eller 999          | 193 eller 999 | 192 eller 999 |                                                        |
| Marokko   | Byzone 19 Landzone 177 | 15            | 15            |                                                        |
| Sydafrika | 10111                  | 10177         | 10111         | Fra mobiltelefon 112 (snart også fra fastnettelefoner) |
| Tchad     | 17                     |               | 18            |                                                        |
| Tunesien  | 197                    | 190           | 198           | Nationalgarden 193                                     |
| Uganda    | 999                    | 999           | 999           |                                                        |
| Zimbabwe  | 995 eller 999          | 994 eller 999 | 993 eller 999 |                                                        |

### Asien
| Land                       | Politi | Ambulance     | Brand         | Noter |
| -------------------------- | ------ | ------------- | ------------- | --- |
| Filippinerne               | 117    | 112 eller 911 | 112 eller 911 | |
| Forenede Arabiske Emirater | 999    | 997           | 998           | |
| Hong Kong                  | 999    | 999           | 999           | 992 (faxnummer og SMS – sidstnævnte kun muligt for abonnenter med handikap) 112 kan ringes fra mobiltelefoner                                     |
| Indien                     | 100    | 102           | 101           | Trafikpoliti 103 Opkald 112 fra mobiltelefoner omstilles til lokalt alarmnummer.                                                                  |
| Indonesien                 | 110    | 118 eller 119 | 113           | Mobil- & sattelittelefonnummer 112 Search and Rescue 115 Elektricitet 123 Naturkatastrofer 129                                                    |
| Irak                       | 104    | 122           | 115           | Antiterrorismeapparater: 130 fra Bagdad Hele landet: 01130 kontaktpersoner: 102 Kommunikations-klager: 177 Internationale opkald: 104/104 Redning |
| Iran                       | 110    | 115           | 125           | 110 fungerer også som generelt nummer. 112 virker fra mobiltelefoner.                                                                             |
| Israel                     | 100    | 101           | 102           | |
| Japan                      | 110    | 119           | 119           | Ulykker til havs 118 |
| Kina                       | 110    | 120           | 119           | Færdselsuheld 122 |
| Kuwait                     | 777    | 777           | 777           | |
| Libanon                    | 112    | 112           | 112           | Civilforsvar 125, Røde Kors 140 |
| Macao                      | 999    | 999           | 999           | |
| Malaysia                   | 999    | 999           | 994           | Civilforsvar 991 112 kan ringes fra mobiltelefoner                                                                                                |
| Mongoliet                  | 101    | 102           | 100           | |
| Oman                       | 9999   | 9999          | 9999          | |
| Pakistan                   | 15     | 115           | 16            | 15 kan bruges til alle nødsituationer. 112 kan ringes fra mobiltelefoner.                                                                         |
| Qatar                      | 999    | 999           | 999           | |
| Saudiarabien               | 999    | 997           | 998           | Trafikpoliti 993 Akutnummer 911, 112, eller 08 |
| Singapore                  | 999    | 995           | 995           | 112 og 911 kan ringes fra mobiltelefoner og omstiller til politiet.                                                                               |
| Sri Lanka                  | 119    |               |               | Autohjælp 11-2691111 |
| Sydkorea                   | 112    | 119           | 119           | |
| Taiwan                     | 110    | 119           | 119           | |
| Thailand                   | 191    | 1669          | 199           | |
| Tyrkiet                    | 155    | 112           | 110           | Gendarmeriet 156 Kystvagt 158 |
| Vietnam                    | 113    | 115           | 114           | |

### Europa
I alle EU-lande kan det fælleseuropæiske 112 bruges, men der er stadig samtidige lokale numre i visse lande.
| Land           | Politi                                             | Ambulance                                            | Brand                  | Noter |
| -------------- | -------------------------------------------------- | ---------------------------------------------------- | ---------------------- | --- |
| Belgien        | 101 eller 112                                      | 100 eller 112                                        | 100 eller 112          | Savnede børn 110 Psykisk sygdom/selvmord 106 |
| Bulgarien      | 166                                                | 150                                                  | 160                    | |
| Cypern         | 112 eller 199                                      | 112 eller 199                                        | 112 eller 199          | |
| Danmark        | 112                                                | 112                                                  | 112                    | Politi (ikke-hastende) 114 Giftlinjen 82 12 12 12 Se også: Lægevagt |
| Estland        | 112                                                | 112                                                  | 112                    | Alternativt nummer 110 for politi |
| Finland        | 112                                                | 112                                                  | 112                    | |
| Frankrig       | 17 eller 112                                       | Alvorligt 15 eller 112 Mindre alvorligt 18 eller 112 | 18 eller 112           | |
| Grækenland     | 100 eller 112                                      | 166 eller 112                                        | 199 eller 112          | Skovbrand 191 Kystvagt -akut 108 Narkotikakriminalitet -akut 109 |
| Holland        | 112                                                | 112                                                  | 112                    | Politi (ikke-hastende) 0900-8844 |
| Irland         | 112 eller 999                                      | 112 eller 999                                        | 112 eller 999          | |
| Island         | 112                                                | 112                                                  | 112                    | |
| Italien        | 112 eller 113                                      | 118                                                  | 115                    | Carabinieri (militærpoliti) 112 Guardia di Finanza (Told/økonomi/grænse politi) 117 Polizia di Stato (National politi) 113 |
| Kroatien       | 92 eller 112                                       | 94 eller 112                                         | 93 eller 112           | Autohjælp 987 |
| Letland        | 112                                                | 113 eller 112                                        | 112                    | Gasudslip 04 |
| Litauen        | 02, 102, 022 eller 112                             | 03, 103, 033 eller 112                               | 01, 101, 011 eller 112 | Ikke-112 numre varierer for forskellige telekommunikations netværk, 112 er tilgængelig på alle netværk. |
| Luxembourg     | 112 eller 113                                      | 112                                                  | 112                    | |
| Makedonien     | 192 eller 112                                      | 194 eller 112                                        | 193 eller 112          | |
| Malta          | 112                                                | 112                                                  | 112                    | |
| Norge          | 112                                                | 113                                                  | 110                    | Politi (ikke-hastende) 02800, Lægevagt (ikke-hastende) 116117 |
| Polen          | 997 eller 112                                      | 999 eller 112                                        | 998 eller 112          | Offentlige myndigheder 986 Naturgas 992 |
| Portugal       | 112                                                | 112                                                  | 112                    | Skovbrand 117 |
| Rumænien       | 112                                                | 112                                                  | 112                    | |
| Rusland        | 02 eller 102                                       | 03 eller 103                                         | 01 eller 101           | Gasudslip 04 eller 104 |
| Schweiz        | 117 eller 112                                      | 144 eller 112                                        | 118 eller 112          | Gift 145 Trafik 140 Psykiatri (gratis og anonymt) 143 Psykiatri for børn og unge (gratis og anonymt) 147 Helikopterredning (Rega) 1414 eller via radio på 161.300 MHz.                                                                                    |
| Serbien        | 92 eller 112                                       | 94 eller 112                                         | 93 eller 112           | |
| Slovakiet      | 158 eller 112                                      | 155 eller 112                                        | 150 eller 112          | |
| Slovenien      | 113                                                | 112                                                  | 112                    | |
| Spanien        | Policia Nacional 091 eller 112 Lokal 092 eller 112 | 061 eller 112                                        | 080,085 eller 112      | Guardia Civil 062 Mossos d'Esquadra (Catalansk politi) 088 |
| Storbritannien | 999 eller 112                                      | 999 eller 112                                        | 999 eller 112          | 101 er et ikke-akut nummer til politiet og lokale myndigheder flere steder i England og Wales og vil dække hele England og Wales i 2008. Andre numre er somme tider også opgivet som alarmnumre: 0800 111 999 for gasudslip og 08 45 46 47 for autohjælp. |
| Sverige        | 112                                                | 112                                                  | 112                    | Politi (ikke-hastende) 11414 |
| Tjekkiet       | 158 eller 112                                      | 155 eller 112                                        | 150 eller 112          | Kommunalt politi 156 |
| Tyskland       | 112 eller 110                                      | 112                                                  | 112                    | Ambulancenummer 19222 i Baden-Württemberg, Bayern og Niedersachsen. |
| Ukraine        | 02 eller 102                                       | 03 eller 103                                         | 01 eller 101           | 112 er ved at blive implementeret. Gasudslip 04 eller 104 |
| Ungarn         | 107 eller 112                                      | 104 eller 112                                        | 105 eller 112          | |
| Østrig         | 133 eller 112                                      | 144 eller 112                                        | 122 eller 112          | Bjergredning 140 |

### Oceanien
| Land        | Politi | Ambulance | Brand | Noter |
| ----------- | ------ | --------- | ----- | --- |
| Australien  | 000    | 000       | 000   | Mobiltelefon 112 eller 000. Med en teksttelefon kan man bruge National Relay Service på 106. State Emergency Service i The Australian Capital Territory, Victoria, New South Wales og South Australia kan kontaktes på 132 500. I Western Australia er nummeret 1300 130 039. I Queensland, Tasmania and Northern Territory må man kontakte de individuelle enheder. Nummeret 131 444 for politi, ikke akut. |
| Fiji        | 911    | 911       | 9170  | |
| New Zealand | 111    | 111       | 111   | Hastende men ikke akut politi/trafik nummer *555 (kun mobiltelefoner). 112, 911 og 08 virker også fra mobiltelefoner. 0800 161616 TTY og 0800 161610 faxnummer betjenes af politiet for alle tre alarmtyper. |
| Vanuatu     | 112    | 112       | 112   | |

### Nordamerika
| Land                     | Politi             | Ambulance          | Brand              | Noter                                                                                        |
| ------------------------ | ------------------ | ------------------ | ------------------ | -------------------------------------------------------------------------------------------- |
| Canada                   | 911                | 911                | 911                | Visse landzoner har ikke 911 dækning.                                                        |
| Mexico                   | 066, 060 eller 080 | 066, 060 eller 080 | 066, 060 eller 080 |                                                                                              |
| Saint Pierre og Miquelon | 17                 | 15                 | 18                 |                                                                                              |
| USA                      | 911                | 911                | 911                | Ikke akut 311 til offentlige myndigheder nogle steder. Visse landzoner har ikke 911 dækning. |

### Centralamerika og Caribien
| Land                  | Politi | Ambulance | Brand | Noter |
| --------------------- | ------ | --------- | ----- | ----- |
| Barbados              | 211    | 511       | 311   |       |
| Costa Rica            | 911    | 911       | 911   |       |
| Dominikanske Republik | 911    | 911       | 911   |       |
| Jamaica               | 119    | 119       | 119   |       |
| Trinidad og Tobago    | 999    | 990       | 990   |       |

### Sydamerika
| Land      | Politi                                                                                             | Ambulance     | Brand         | Noter                                                                                          |
| --------- | -------------------------------------------------------------------------------------------------- | ------------- | ------------- | ---------------------------------------------------------------------------------------------- |
| Argentina | 101                                                                                                | 107           | 100           | Alarmcentral for Buenos Aires (by) og Buenos Aires (provins) 911                               |
| Bolivia   | 110                                                                                                | 118           |               |                                                                                                |
| Brasilien | Politi 190 Forbundsfærdsels-politi 191 Forbundspoliti 194 Civilpoliti 197 Statsfærdsels-politi 198 | 192           | 193           | Menneskerettigheder 100 Alarmnummer for Mercosulområdet 128 Civilforsvar 199.                  |
| Chile     | 133                                                                                                | 131           | 132           |                                                                                                |
| Colombia  | 112 eller 123                                                                                      | 112 eller 123 | 112 eller 123 | Færdselsuheld 127 GAULA (anti-kidnapning) 165 Der findes flere specialiserede trecifrede numre |
| Colombia  | 156                                                                                                | 132           | 119           | Færdselsuheld 127 GAULA (anti-kidnapning) 165 Der findes flere specialiserede trecifrede numre |
| Guyana    | 911                                                                                                | 913           | 912           |                                                                                                |
| Paraguay  | 911                                                                                                | 911           | 911           |                                                                                                |
| Peru      | 105                                                                                                |               | 116           |                                                                                                |
| Surinam   | 115                                                                                                | 115           | 115           |                                                                                                |
| Uruguay   | 911                                                                                                | 911           | 911           |                                                                                                |
| Venezuela | 171                                                                                                | 171           | 171           |                                                                                                |